# Pieśń o świętym Jopie
Pieśń o świętym Jopie – polska pieśń religijna, osnuta na dziejach Hioba, zanotowana po 1524.
Rękopis pieśni zatytułowany Cancio de s. Jop znajduje się w Bibliotece Uniwersyteckiej we Lwowie. Autor i czas powstania pieśni nie są znane. Około 1638 utwór ogłosił drukiem, w nowej redakcji wraz z łacińskim przekładem, Stanisław Jagodyński w Pieśniach katolickich na nowo reformowanych.
Pieśń opowiadana o bolesnych doświadczeniach Hioba, opisanych w Starym Testamencie w Księdze Hioba. W rękopisie pieśń składa się z 23 zwrotek, natomiast późniejsze wersje publikowane w XVII i XVIII wieku liczyły 32 zwrotki. Czterowersowe zwrotki pisane są dość regularnym ośmiozgłoskowcem o rymach AABB.